# 神諭
神諭（英語：Oracle），即神示、神意，一種占卜的形式。在經由神明啟示後，經過某個中介者（祭司），傳達神明的意旨，對未來做出預言，回答詢問，以預知未來。中國的降乩、扶鸞、乞夢，或者擲杯、求籤也是神諭的形式。
在古希臘，最著名的神諭是德尔斐神諭。

## 釋義
神諭（Oracle）的英文字根起源於拉丁語： ，意思是「宣說」，原指是祭司宣達神明預言的行為。
神諭通常會利用各種方式告知世人，而一般人並不會察覺。這通常需要一定的修行，沉思，反省，或者犧牲才有辦法得到。
例如一陣風吹來，卻感受到溫暖。即使你不明白其中含義，通常需要道士或修士，乩童來解釋。

## 神語
神語，又稱天語。通常是指神明說的話，符合他們的朝代和用語。一般認為不多人能理解。許多新聞曾撰文，採訪報導過，而一些情況下，許多人認為是種迷信，或者附身。有的時候神語是從神話裡延伸而來的。有的神會特別指定通靈者來解讀他們的語言。